# Neuötting
Neuötting este un oraș din districtul Altötting, regiunea administrativă Bavaria Superioară, landul Bavaria, Germania.